# 鼷鼠
奚鼠，是中国传说的一种鼠，生活在北方长万里，厚百丈的冰盖下的土里。形态如鼠，会吃冰盖旁边的草、木和根为食。肉有万斤重，吃了会暖和。
亦作磎鼠或鼷鼠，记载于《神异经》，居于冰下，有千斤重，肉可以吃。皮毛可以制衣被，时御寒的上品。用其皮做的鼓，声可以传到千里远，毛发可以召集鼠类。一般認為，內容中的奚鼠被認為可能是長毛象，或有可能是麝牛。

## 外部参考
1. ↑  孫見坤. . 奇幻. 天津人民出版社. 2018/10/01: 289–290. ISBN 9787201139296.
2. ↑  長毛象逸史

## 参看
中国妖怪列表